# Морику, Джойс
Джойс Морику (англ. Joyce Moriku также известная как Джойс Кадуку англ. Joyce Kaducu, родилась 21 апреля 1969 года) — угандийский педиатр, учёный и политик. В кабинете министров 2021—2026 годов она занимает пост государственного министра начального образования.

## Ранние годы и образование
Морику родилась 21 апреля 1969 года в округе Мойо, регион Западного Нила, в Северной области Уганды. Начальное образование она получила в начальной школе Ларопи, училась в старшей средней школе Мету в Мойо, затем перешла в старшую среднюю школу Sacred Heart в Гулу, где получила образование уровня. В 1997 году Морику поступила на медицинский факультет Университета Мбарары, чтобы изучать медицину. В 2002 году окончила университет со степенью бакалавра медицины и хирургии. В 2005 году получила диплом о высшем образовании в области планирования и управления проектами в Университете Гулу. Затем она поступила на медицинский факультет Университета Макерере в Мулаго, где в 2008 году получила степень магистра медицины по педиатрии. В 2015 году Университет Гулу присвоил ей степень доктора наук в области нейронаук.

## Медицинская карьера
С 2002 по 2003 год Морику проходила стажировку в больнице Lacor в Гулу. С 2003 по 2005 год работала медицинским координатором в Организации поддержки больных СПИДом (англ. AIDS Support Organisation, TASO) в Гулу. С 2005 по 2008 год работала старшим санитаром в Национальной специализированной больнице Мулаго. C 2008 по 2009 год — медицинским директором в клинике Mildmay на Энтеббе-роуд. С 2010 по 2015 год работала преподавателем педиатрии в Университете Гулу и одновременно — консультантом-педиатром в Региональной больнице Гулу.

## Политическая карьера
В 2016 году Морику баллотировалась в женском избирательном округе округа Мойо. Она победила и стала депутатом 10-го парламента (с 2016 по 2021 год). С 6 июня 2016 года Морику занимала пост государственного министра первичной медико-санитарной помощи в Кабинете министров Уганды, заменив Сару Ачиенг Опенди (англ. Sarah Achieng Opendi), которая стала государственным министром здравоохранения и общих вопросов.

## Личная жизнь
Морику замужем за профессором Кадуку, преподавателем Университета Гулу.